# Tom Burke (attore)
Tom Liam Benedict Burke (Londra, 30 giugno 1981) è un attore britannico.
Uno dei suoi ruoli più importanti fu l'interpretazione della parte del figlio di Giacomo Casanova nell'adattamento televisivo Casanova, prodotto dalla BBC, trasmesso nel 2005. Per la produzione della stessa BBC, ha recitato nella seconda stagione della serie TV The Hour ed è apparso nell'altra serie The Musketeers, nella parte di Athos. Interpreta inoltre il detective Cormoran Strike nella serie "Strike", basata sui romanzi di Robert Galbraith, pseudonimo di J.K.Rowling.

## Biografia
Nasce a Londra ma cresce nel Kent. Sia i suoi genitori, David Burke e Anna Calder-Marshall, che i suoi padrini, Alan Rickman e Bridget Turner, sono attori. Coltiva fin da adolescente il desiderio di diventare attore frequentando la National Youth Theatre e la Young Arden Theatre di Faversham, oltre a partecipare a spettacoli preparati dai suoi genitori nella loro città natale.
Scopre da bambino di essere dislessico lasciando la scuola prima, all'età di 17 anni. Si iscrive poi a uno studio di recitazione ottenendo il ruolo di protagonista. Frequenta la scuola di danza prima di essere accettato alla Royal Academy of Dramatic Art a Londra all'età di 18 anni.
Nel 2002 interpretò Amleto nel Gertrude - The Cry, Gertrude - Il Pianto, di Howard Baker, un rielaborato dell'Amleto di William Shakespeare che si concentra sulla figura di Gertrude, la madre del protagonista. Partecipò a diversi cortometraggi, tra i quali, The Burl, del 2003, in coppia con suo padre, Roar, del 2009, e The Bunchers. Come attore teatrale ha lavorato con la Royal Shakespeare Company ed è apparso nelle rappresentazioni al Shakespeare's Globe, interpretando, nel 2004, Romeo in Romeo and Juliet. Lo stesso anno ottenne la sua prima parte nel film The Libertine.
Nel mondo televisivo, dopo la scuola di recitazione, ottenne la parte di protagonista, Syd nel film thriller, State of Play di Paul Abbot. Nel 2004 recitò la parte di Lee nel film, Bella and the Boys con Billie Piper. Nel 2005 interpretò la versione ventenne del figlio di Giacomo Casanova, Giac, nell'adattamento televisivo Casanova. Nel 2006 recitò la parte del Dottor John Sewars nel film Dracula. Nel 2007 si cimentò nel ruolo di Napoleone Bonaparte nell'episodio del film-documentario Heroes and Villains e una piccola parte nell'opera satirica The Trial of Tony Blair.
Nel 2007 recitò la parte di un regista che dirige un film porno nella commedia, I Want Candy con Tom Riley e Carmen Electra. Nel 2008 interpretò Bluey in Donkey Punch, un horror thriller che debuttò al Sundance Film Festival. Nel 2009 ricevette il ruolo di Geoff Goddard in Telstar, un film che racconta la storia del produttore musicale Joe Meek. Nello stesso anno gli assegnarono una piccola parte nel film Chéri. Nel 2010 recitò la parte di Davy nel film Third Star, insieme a Benedict Cumberbatch, JJ Feild e Adam Robertson, un film che raccontava il viaggio di quattro ragazzi, dei quali uno malato terminale.
Nel 2010 è nuovamente a teatro, all'Old Vic in Design for Living di Noël Coward. Nel 2011 all'Almeida Theatre impersona Greg in Reasons to be pretty. Nel 2012 rappresentò Mark nel film Cleanskin, un thriller terroristico insieme a Sean Bean, Charlotte Rampling, James Fox, Abhin Galeya e Michelle Ryan. Nel 2013 recitò nella parte di Billy, fratello maggiore del personaggio di Ryan Gosling nel film Only God Forgives. Nel medesimo anno ottenne il ruolo secondario nel film The Invisible Woman.
Dal 2017 interpreta il ruolo di Cormoran Strike nella serie TV Strike (serie televisiva) basata sui romanzi polizieschi scritti da J. K. Rowling con lo pseudonimo di Robert Galbraith.

## Filmografia

### Cinema
- Dragonheart 2 - Una nuova avventura, regia di Doug Lefler (2000)
- The Burl, regia di Toby Tobias - cortometraggio (2003)
- Squaddie, regia di Conor McDermottroe (2004)
- The Libertine, regia di Laurence Dunmore (2004)
- The Enlightenment, regia di Julia Ford (2006)
- I Want Candy, regia di Stephen Surjik (2007)
- Supermarket Sam, regia di Caz Roberts (2007)
- The Collectors, regia di Tim Elliot (2007)
- Donkey Punch, regia di Olly Blackburn (2008)
- Telstar, regia di Nick Moran (2009)
- Chéri, regia di Stephen Frears (2009)
- Death in Charge, regia di Devi Snively (2009)
- Roar, regia di Adam Wimpenny - cortometraggio (2009)
- The Kid, regia di Nick Moran (2010)
- Third Star, regia di Hattie Dalton (2010)
- Look, Stranger, regia di Arielle Javitch (2010)
- An Enemy to Die For, regia di Peter Dalle (2012)
- Cleanskin, regia di Hadi Hajaig (2012)
- Solo Dio perdona (Only God Forgives), regia di Nicolas Winding Refn (2013)
- The Invisible Woman, regia di Ralph Fiennes (2013)
- The Hooligan Factory, regia di Nick Nevern (2014)
- The Souvenir, regia di Joanna Hogg (2019)
- Mank, regia di David Fincher (2020)
- Living, regia di Oliver Hermanus (2022)
- Il prodigio (The Wonder), regia di Sebastián Lelio (2022)
- Furiosa: A Mad Max Saga, regia di George Miller (2024)
- Black Bag - Doppio gioco (Black Bag), regia di Steven Soderbergh (2025)

### Televisione
- Dangerfield, episodio 6x11 (1999)
- All the King's Men, regia di Julian Jarrold (1999)
- State of Play episodi 1x03–1x06 (2003)
- The Young Visiters, regia di David Yates (2003)
- POW episodio 1x3 (2003)
- Bella and the Boys, regia di Brian Hill (2004)
- The Inspector Lynley Mysteries episodio 3x01 (2004)
- Casanova – miniserie TV, 1 puntata (2005)
- The Brief episodio 2x02 (2005)
- Jericho – serie TV, episodio 1x01 (2005)
- All About George episodi 1x02, 1x06 (2005)
- Number 13, regia di Pier Wilkie (2006)
- Dracula, regia di Bill Eagles (2006)
- The Trial of Tony Blair, regia di Simon Cellan Jones (2007)
- Heroes and Villains episodio 1x01 (2007)
- In Love with Barbara, regia di Tim Whitby (2008)
- Poirot - serie TV, episodio 12x01 (2009)
- Grandi speranze – miniserie TV, 2 puntate (2011)
- The Hour – serie TV, episodi 2x02, 2x06 (2012)
- Heading Out episodio 1x06 (2013)
- The Musketeers – serie TV, 30 episodi (2014-2016)
- Utopia – serie TV, episodio 2x01 (2014)
- Guerra e pace (War & Peace) – miniserie TV, 6 puntate (2016)
- Strike – serie TV, 19 episodi (2017-2024)
- The Crown - serie TV, episodio 4x07 (2020)
- Progetto Lazarus (The Lazarus Project) – serie TV, 16 episodi (2022-2023)

## Teatro (parziale)
- Gertrude – The Cry (2002)
- Romeo e Giulietta (2004)
- Macbeth (2005)
- The Cut (2006)
- Scenes from an Execution (2007)
- I'll Be The Devil (2008)
- Restoration (2009)
- Design for Living (2010)
- Reasons to be pretty (2011)
- Il dilemma del dottore (2012)
- Rosmersholm (2019)
- Il gabbiano (2025)

## Riconoscimenti (parziale)
Ian Charleson Award
- 2008 - premio per Creditors al Donmar Warehouse, Royal National Theatre[1]

## Doppiatori italiani
Nelle versioni in italiano delle opere in cui ha recitato, Tom Burke è stato doppiato da:
- Simone D'Andrea in Solo Dio perdona, Mank, Il prodigio
- Raffaele Carpentieri in Furiosa: A Mad Max Saga, Black Bag - Doppio gioco
- Andrea Mete in Strike, Progetto Lazarus
- Mirko Mazzanti in Cleanskin
- Fabio Boccanera in The Musketeers
- Francesco Pezzulli in Living
- Sergio Leone in The Crown